# Idactus ashanticus
Idactus ashanticus es una especie de escarabajo longicornio del género Idactus, tribu Ancylonotini, subfamilia Lamiinae. Fue descrita científicamente por Breuning en 1960.

## Descripción
Mide 11-18 milímetros de longitud.

## Distribución
Se distribuye por Costa de Marfil y Ghana.